# Gunnar Richardson
Nils Gunnar Erik Richardson (i riksdagen kallad Richardson i Skara), född 22 februari 1924 i Stavnäs socken, död 19 oktober 2016 i Skara, var en svensk historiker och politiker (folkpartist). 
Gunnar Richardson, som kom från en bondefamilj, tog folkskollärarexamen i Karlstad 1948, blev filosofie magister vid Uppsala universitet 1954 och sedan filosofie doktor vid Göteborgs universitet 1963 på en avhandling i historia. Han var universitetslektor vid högskolan i Karlstad 1972-1975 och professor vid Linköpings universitet från 1983 till 1988.
Han var riksdagsledamot för Skaraborgs läns valkrets 1969-1973 (fram till 1970 i första kammaren) samt 1976-1979. I riksdagen var han bland annat ledamot i konstitutionsutskottet 1970 och utbildningsutskottet 1971-1973. Han ägnade sig främst åt utbildningspolitik.
Gunnar Richardson publicerade en rad historiska arbeten, på senare år bland andra Ett folk börjar skolan: folkskolan 150 år (red. 1992), Hitler-Jugend i svensk skol- och ungdomspolitik (2003), Svensk utbildningshistoria (7 uppl. 2004) och Förtroligt och hemligt. Kunglig utrikespolitik och svensk neutralitet under andra världskriget (2007). 

### Fotnoter
1. ↑  Riksdagens protokoll 1971:1, läs online, läst: 5 juli 2020.[källa från Wikidata]
2. ↑  Riksdagens protokoll 1976/77:1, läs online, läst: 1 juli 2020.[källa från Wikidata]
3. ↑  https://www.familjesidan.se/cases/richardson-gunnar/funeral-notices